# (24277) Schoch
Pour les articles homonymes, voir Schoch.
(24277) Schoch est un astéroïde de la ceinture principale d'astéroïdes.

## Description
(24277) Schoch est un astéroïde de la ceinture principale d'astéroïdes. Il fut découvert le 10 décembre 1999 à Socorro (Nouveau-Mexique) par le projet LINEAR. Il présente une orbite caractérisée par un demi-grand axe de 2,28 UA, une excentricité de 0,17 et une inclinaison de 4,4° par rapport à l'écliptique.

## Compléments